# Frank Starkey
Frank Thomas Starkey (* 18. Februar 1892 in Saint Paul, Minnesota; † 14. Mai 1968 ebenda) war ein US-amerikanischer Politiker. Zwischen 1945 und 1947 vertrat er den Bundesstaat Minnesota im US-Repräsentantenhaus.

## Werdegang
Frank Starkey besuchte die öffentlichen Schulen seiner Heimat. Zwischen 1917 und 1933 sowie nochmals von 1942 bis 1944 war er Funktionär der Gewerkschaft der Milchfahrer. Er schloss sich der Farmer-Labor-Party an und war von 1923 bis 1933 Abgeordneter im Repräsentantenhaus von Minnesota. Von 1933 bis 1939 war Starkey Mitglied der Industriekommission seines Staates. Zwölf Jahre lang amtierte er außerdem als Vizepräsident der Arbeiterbewegung von Minnesota (State Federation of Labor). In den Jahren 1939 bis 1942 leitete er deren Forschungsabteilung. Von 1942 bis 1944 führte er im Ramsey County die Kommission, die sich mit dem Öffentlichen Dienst befasste (Civil Service Commission). Nachdem seine Partei in Minnesota im Jahr 1944 mit der Demokratischen Partei fusioniert hatte und sich seither Democratic-Farmer-Labor Party nennt, wurde Starkey deren Mitglied.
Bei den Kongresswahlen des Jahres 1944 wurde Starkey im vierten Wahlbezirk von Minnesota in das US-Repräsentantenhaus in Washington, D.C. gewählt, wo er am 3. Januar 1945 die Nachfolge von Melvin Maas antrat. Da er im Jahr 1946 nicht bestätigt wurde, konnte er bis zum 3. Januar 1947 nur eine Legislaturperiode im Kongress absolvieren. In dieser Zeit endete der Zweite Weltkrieg. In den folgenden Jahren verfasste Starkey Artikel für verschiedene Handelsmagazine. Von 1955 bis 1965 war er bei der Arbeitsbehörde von Saint Paul angestellt. In dieser Stadt starb Frank Starkey am 14. Mai 1968.